# Lucan (Minnesota)
Lucan è un comune degli Stati Uniti d'America, situato nello Stato del Minnesota, nella Contea di Redwood.